# Клональна анергія
Анергія — термін в імунобіології, який описує відсутність реакції захисних механізмів організму на чужорідні речовини та полягає в прямій індукції толерантності периферичних лімфоцитів. Перебування в стані анергії часто вказує на те, що імунна система не в змозі створити нормальну імунну відповідь проти певного антигена, зазвичай власного. Лімфоцити називають анергічними, коли вони не реагують на свій специфічний антиген. Анергія є одним із трьох процесів, які викликають толерантність, модифікуючи імунну систему, щоб запобігти самознищенню (іншими є клональна делеція та імунорегуляція).

## Механізм
Це явище було вперше описано у В-лімфоцитах і названо «клональною анергією» Густавом Носсалем. Живі клони В-лімфоцитів у цьому випадку все ще можна знайти в кровообігу, але вони неефективні для посилення імунних відповідей. Пізніше Рональд Шварц і Марк Дженкінс описали подібний процес у Т-лімфоцитах.
Багато вірусів (найбільш екстремальним прикладом є ВІЛ) використовують систему індукції толерантності, щоб уникнути імунної системи, а деякими патогенами (зокрема, Mycobacterium leprae) використовується пригнічення специфічних антигенів.
На клітинному рівні «анергія» — це нездатність імунної клітини відповісти на свою мішень у повній мірі. В імунній системі циркулюючі клітини, які називаються лімфоцитами, утворюють первинну армію, яка захищає організм від патогенних вірусів, бактерій і паразитів. Існує два основних види лімфоцитів — Т-лімфоцити і В-лімфоцити . Серед мільйонів лімфоцитів в людському організмі лише кілька насправді є специфічними для будь-якого конкретного інфекційного агента. Під час зараження ці кілька клітин мають бути активовані та швидко розмножитися. Цей процес, який називається «клональною експансією», дозволяє організму швидко мобілізувати армію клонів, коли це потрібно. Така імунна відповідь є передбачуваною, а її специфічність забезпечується вже існуючими клонами лімфоцитів, які розмножуються у відповідь на специфічний антиген (процес називається «клональним відбором»). Ця специфічна армія клонів потім бореться з патогеном, поки організм не звільниться від інфекції. Після її усунення клони, які більше не потрібні, гинуть природним чином.
Однак невелика кількість лімфоцитів організму здатні реагувати з білками, які зазвичай присутні в здоровому організмі. Клональна експансія цих клітин може призвести до аутоімунних захворювань, коли організм атакує сам себе. Щоб запобігти цьому процесу, лімфоцити мають внутрішній механізм «контролю якості». Цей механізм припиняє здатність лімфоцитів поширюватися, якщо тригером для цього виявляється власний білок організму. Т-клітинна анергія може виникнути, коли Т-клітина не отримує відповідної костимуляції за наявності специфічного розпізнавання антигену. В-клітинна анергія може бути викликана впливом розчинного циркулюючого антигена і часто відзначається зниженням експресії поверхневого IgM і частковою блокадою внутрішньоклітинних сигнальних шляхів.

## Молекулярний механізм індукції анергії в Т-лімфоцитах
Стимуляція Т-клітинного рецептора (TCR), поряд з костімуляторних рецепторами, запускає врівноважену активацію всіх Т-клітинних шляхів передачі сигналів (повна стимуляція Т-клітин). У цьому випадку, окрім інших шляхів, активується кальцій-залежний шлях. Це призводить до підвищення внутрішньоклітинної концентрації Ca2+. За цієї умови кальцій-залежна фосфатаза кальциневрин видаляє фосфати з транскрипційного фактора NFAT, який, у свою чергу, переміщується в ядро.
Крім того, під час повної стимуляції Т-клітин костимуляторний рецептор CD28 активує PI3K або інші шляхи, які в кінцевому підсумку призводять до підвищення ядерних рівнів rel, NF-κB і AP-1 (факторів транскрипції) набагато більше, ніж лише за рахунок активації TCR. AP-1, fos/jun гетеродимер, далі гетеродимеризується з NFAT, утворюючи транскрипційний комплекс, який сприяє транскрипції генів, пов'язаних з продуктивною відповіддю Т-клітин. Це, наприклад, IL-2 та його рецептор.
Навпаки, активація TCR без активації костимулюючих рецепторів достатньо активує лише кальцієвий шлях передачі сигналів, що призводить лише до активації NFAT. Однак без необхідної індукції AP-1 іншими шляхами, активований NFAT не здатний утворювати транскрипційний комплекс з AP-1, як це відбувається під час повної активації Т-клітин (продуктивна відповідь). У цьому випадку NFAT гомодимеризується (комплексує сам із собою), працюючи як транскрипційний фактор, який в лімфоцитах замість цього індукує анергію.
Гомодимери NFAT безпосередньо відповідають за експресію генів, пов'язаних з анергією, таких як убіквітинлігаза GRAIL або протеаза каспаза 3. Більше того, рівні експресії IL-2, а також, наприклад, TNFα та IFNγ, типові для продуктивної відповіді, в анергезованій клітині активно знижуються. Натомість анергизовані клітини, як правило, виробляють протизапальний IL-10. В Т-клітинах є 3 NFAT білки: NFAT1, NFAT2 і NFAT4, що, в деякій мірі, мабуть, є надлишковим.
Таким чином, коли антиген належним чином представлений Т-лімфоцитам антигенпрезентувальною клітиною (АПК), яка виставляє антиген на своєму комплексі MHC II і яка активує костимулюючі рецептори Т-клітин, останні реагують продуктивно. Однак, коли Т-клітина взаємодіє з антигеном, який не представлений АПК (і який, ймовірно, не є тим антигеном, проти якого слід відповідати) вона стає анергічною. Також було показано, що певні антигени, належним чином представлені АПК, слабко індукують активацію Т-клітин. Такий слабкий подразник все ще достатньо активує NFAT, але AP-1 — ні, тому анергічна реакція має місце навіть при костимуляції. Сильна стимуляція Т-клітин IL-2 або TCR/костимуляторними рецепторами може «скасувати» анергію.

## Клінічне значення
Анергію можна використовувати для терапевтичних цілей. Імунна відповідь на трансплантацію може бути зведена до мінімуму без ослаблення всієї імунної системи — побічний ефект імуносупресивних препаратів, таких як циклоспорин . Анергія також може бути використана для того, щоб активовані лімфоцити перестали реагувати при аутоімунних захворюваннях, такі як цукровий діабет, розсіяний склероз та ревматоїдний артрит. Аналогічно, запобігання анергії у відповідь на ріст пухлини може допомогти в протипухлинних реакціях. Її також можна використовувати для імунотерапевтичного лікування алергії.

## Домінантна толерантність
Домінантна та рецесивна толерантність є формами периферійної толерантності (іншою толерантністю, крім периферійної, є центральна толерантність). Тоді як, так звана, рецесивна толерантність пов'язана з анергією лімфоцитів, як це описано вище, при домінантній формі толерантності з наївних Т-лімфоцитів розвиваються спеціалізовані регуляторні T-клітини (Treg), які активно «зупиняють» імунну відповідь. Подібно до рецесивної толерантності, для індукції Treg також важлива безперешкодна передача сигналів NFAT. У цьому випадку шлях NFAT активує інший фактор транскрипції — FOXP3 який є маркером Treg і бере участь в їх генетичній програмі.

## Діагностика
Система «Multitest Mérieux» або «CMI Multitest» (Multitest IMC, Istituto Merieux Italia, Рим, Італія) використовувалася як загальний тест рівня клітинного імунітету. Це внутрішньошкірний тест шкірної реактивності (подібний до туберкулінових проб), у якому контроль (гліцерин) порівнюється із сімома антигенами бактеріального або грибкового походження (правцевий анатоксин, туберкулін, дифтерія, стрептокок, кандида, трихофітія та протеус).
У цьому тесті реакції класифікуються за кількістю антигенів, що провокують відповідь, і сумарним ступенем реакції шкіри на всі сім антигенів. При цьому анергія визначається коли розмір ділянки реактивності шкіри складає 0–1 мм, гіпоергія — 2–9 мм у відповідь на менш ніж три антигени, нормергія — 10–39 мм або наявність реакції до трьох і більше антигенів і гіперергія для реакції 40 мм або більше.

## Експериментальні підходи вивчення анергії
Для вивчення анергії можна використовувати різні хімічні речовини, що індукують/пригнічують описані сигнальні шляхи Т-клітин. Анергію може викликати іономіцин — іонофор, здатний штучно підвищувати внутрішньоклітинну концентрацію іонів кальцію.
І навпаки, хелатори Ca2+, такі як EGTA, можуть секвеструвати іони кальцію, що робить їх нездатними викликати анергію. Блокування шляху, що веде до анергії, також може бути здійснено за допомогою циклоспорину А, який здатний інгібувати кальциневрин — фосфатазу, відповідальну за дефосфорилювання NFAT, що забезпечує його активацію.
PMA, форбол 12-міристат 13-ацетат, разом з іономіцином використовується для індукування повної активації Т-клітин шляхом імітації сигналів, що викликаються природним шляхом активації TCR/костимуляторних рецепторів.